# مباراة لأطفال إفريقيا (كرة مضرب)

الملصق الدعائي لمباراة لأجل إفريقيا

مباراة لأجل إفريقيا هي عبارة عن مباراة ودية في رياضة كرة المضرب لُعبت في تاريخ 21 ديسمبر 2010. كان طرفا اللقاء المصنف الأول عالمياً رافاييل نادال، والمصنف الثاني عالمياً روجر فيدرير في ذلك الوقت. أقيمت المباراة في زيوريخ بسويسرا. المباراة كانت من تنظيم مؤسسة روجر فيدرير، حيث أن العائدات التي ربحتها المؤسسة من المباراة كانت ستذهب لصالح المدارس، ووسائط النقل، ولإطعام الأطفال في إفريقيا. المباراة كانت عبارة عن جزء من مباراتين سيخوضاها اللاعبان خلال يومين متعاقبين الأول في بلاد فيدرير في سويسرا والثانية في اليوم التالي في مدريد بإسبانيا بلاد نادال. المباراة الثانية كانت من تنظيم مؤسسة رافا نادال، حيث كانت بعنوان (بالإنجليزية: Joining Forces for the Benefit of Children)‏، حيث أقيمت في صالة كاخا ماجيا في العاصمة الإسبانية.
في قاعة تحوي أكثر من 10,500 متفرج فاز فيدرير في المباراة الأولى بجموعتين لواحدة وبواقع 4–6, 6–3, 6–3. في اليوم التالي فاز نادال في اللقاء الثاني بينهما أيضاً بثلاث مجموعات وبواقع 7–6(7–3), 4–6, 6–3.
عائدات المباراتين وصلت إلى ما يقارب 4 ملايين يورو حيث ذهب منها $2.5 لصالح مؤسسة روجر فيدرير، أما $1.3 فذهب لصالح مؤسسة رافا نادال.